# Кернер (инструмент)

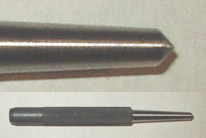
Кернер

Ке́рнер или керн (нем. Körner, керно, метчик, тычка) — ручной слесарный инструмент, предназначенный для насечки центральных лунок (кернов) для начальной установки сверла и иной визуальной разметки. Операция, выполняемая этим инструментом — кернение.
Представляет собой стержень круглого сечения, один конец которого (рабочая часть) заточен на конус с углом при вершине 100° — 120°. Использование кернера позволяет избежать проскальзывания сверла по материалу и помогает добиться большей точности расположения отверстий.
Кернер имеет цилиндрическую форму, в начале боёк, в конце заострённый конус, средняя часть инструмента как правило имеет по́лосы, насечки или накатку для лучшего удерживания в руках. Для получения метки в месте будущего сверления необходимо установить кернер острой стороной в требуемой точке и произвести удар молотком по противоположному концу инструмента — затыльнику. Эта метка - углубление в форме конуса называется лунка. Если требуется более глубокая лунка, можно использовать кернер с углом заточки 60°.
Кернер можно отнести к группе слесарных инструментов, так как лунки для сверления обычно делаются на металле, кафеле, полированной или любой другой гладкой поверхности. Инструмент является ударно-режущим. Кернеры выполняются из твёрдых инструментальных сталей. В работе с деревянными поверхностями кернер помогает точно и легко закручивать шурупы.
Устаревшее название — «керно́»

## Виды кернеров

Схема пружинного кернера

Помимо ручных кернеров, существует так же автоматический  механизм, приводящий в движение боёк. Преимущество такой модификации в том, что, во-первых, он позволяет осуществлять разметку одной рукой, без применения ударных инструментов, во-вторых, усилие удара такого кернера можно регулировать, что может оказаться существенным при работе с мягкими или хрупкими материалами или ответственными деталями, требующими повышенной точности обработки; отметки на детали, полученные с помощью автоматического кернера, имеют одинаковую глубину. В-третьих, использование автоматического кернера позволяет повысить скорость разметки.
Электрический кернер содержит соленоид, втягиванием сердечника в который и создаётся ударное усилие на боёк.
Порой применяются кернеры со специальными оправками, позволяющими быстро формировать отметки на заданных расстояниях от края детали либо находить место с какими-либо специфическими особенностями (например, кернер-центроискатель для нанесения метки в торце цилиндрической заготовки или в вершине шара — для этого кернер снабжается направляющими в виде конуса или треноги). Центрирующий колокол представляет собой особую форму кернера. Центровочный пуансон является продолжением оси пробитого полого конуса. С его помощью можно центрировать гладкие поверхности цилиндрических заготовок, так как раструб является самоцентрирующимся благодаря своей конической форме.

## Подготовка к сверлению
В большинстве случаев лунка, созданная с помощью кернера, служит для того, чтобы задать сверлу направление в заданной точке. Без лунки сверло имеет свойство двигаться, бесконтрольно скользя по поверхности, что мешает сверлению, а также грозит нанести травму. При сверлении на станках ЧПУ используется не кернер, а центрирующее сверло или сверло с ЧПУ.